# 邱芷微
邱芷微（原名邱美薇，1987年10月11日—），香港女藝人、歌手、演員及模特兒，曾出演不少廣告，其中於2014年出演Tempo紙巾廣告而出名，有「紙巾妹」之稱呼。她亦是一名演員，除了近年於《愛·回家之開心速遞》中飾演賈明媛一角而為人認識之外，亦有參與電影及微電影演出。電影演出有《衝上雲霄》、《吉星高照2015 》、《喵星人》、2020年李燦森監制的 《大盜演》 以及2021年陳果導演作品 《鬼同你住》等演出。現為獨立女藝人。

## 演出作品
- 2013年：On Call 36小時II 飾 見習醫生
- 2013年：舌劍上的公堂 飾
- 2014年：愛·回家 飾
- 2014年：點金勝手 飾
- 2014年：使徒行者 飾 丁夢嫻 Daisy (丁媽）
- 2014年：愛我請留言 飾 中環OL
- 2014年：載得有情人 飾 DJ
- 2014年：老表，你好hea！ 飾 健身中心職員
- 2014年：新抱喜相逢 飾
- 2014年：忠奸人 飾 洪國棟細妹
- 2014年：名門暗戰 飾
- 2014年：我們的天空 飾
- 2014年：飛虎II 飾 空姐
- 2015年：東坡家事 飾
- 2015年：倩女喜相逢 飾
- 2015年：潮拜武當 飾
- 2015年：八卦神探 飾 袁珍妮
- 2015年：陪著你走 飾 金店店員
- 2015年：收規華 飾
- 2015年：師奶Madam飾
- 2015年：華麗轉身 飾 美容師
- 2015年：實習天使 飾
- 2015年：樓奴 飾
- 2015年：梟雄 飾
- 2015年：無雙譜 飾
- 2015年：刀下留人 飾
- 2015年：拆局專家 飾
- 2015年：張保仔 飾
- 2016年：純熟意外 飾 陳佳妮 Maggie
- 2016年：愛情食物鏈 飾
- 2016年：潮流教主 飾 Model
- 2016年：為食神探 飾
- 2016年：公公出宮 飾
- 2016年：幕後玩家 飾
- 2016年：火線下的江湖大佬 飾 美容院職員
- 2016年：巨輪II 飾 Wet妹
- 2016年：殭 飾
- 2017年：超時空男臣 飾
- 2017年：味想天開 飾
- 2017年：財神駕到 飾
- 2017年：誇世代 飾
- 2017年：賭城群英會 飾 學生
- 2017年：老表，畢業喇！ 飾 髮型屋職員
- 2017年：與諜同謀
- 2017年：使徒行者2
- 2017年至今：愛·回家之開心速遞 飾 賈明媛
- 2017年：性在有情 飾 學生家長（第6集）（myTV SUPER及海外首播）
- 2017年：溏心風暴3 飾 演員（第18集）
- 2017年：親親我好媽飾 芭蕾舞導師 Carol
- 2018年：波士早晨 飾
- 2018年：特技人 飾 包小娟
- 2019年：白色強人 飾 新聞報道員
- 2019年：多功能老婆 飾
- 2019年：救妻同學會 飾 餅店職員
- 2019年：福爾摩師奶 飾 高級交際花聯絡人（第11集）
- 2019年：街坊財爺 飾
- 2020年：迷網 飾
- 2021年：陀槍師姐2021 飾
- 2021年：換命真相 飾
- 2022年：金宵大廈2 飾
- 2023年：有種好男人 飾 洪太（第7集）

## 電視節目
- 2014年：區區有鬼故
- 2022年：TVB《中年好聲音》 參賽者

## 派台歌曲成績（香港）
| 派台歌曲成績 | 派台歌曲成績 | 派台歌曲成績 | 派台歌曲成績 | 派台歌曲成績 | 派台歌曲成績 | 派台歌曲成績 |
| ------------ | ------------ | ------------ | ------------ | ------------ | ------------ | ------------ |
| 唱片         | 歌曲         | 903          | RTHK         | 997          | TVB          | 備註         |
| 2017年       |              |              |              |              |              |              |
|              | 不死扇       | -            | -            | -            | -            |              |
| 2019年       |              |              |              |              |              |              |
|              | 出走快樂     | -            | -            | -            | -            |              |

‬
| 各台冠軍歌總數 | 各台冠軍歌總數 | 各台冠軍歌總數 | 各台冠軍歌總數 | 各台冠軍歌總數    |
| -------------- | -------------- | -------------- | -------------- | ----------------- |
| 903            | RTHK           | 997            | TVB            | 備註              |
| 0              | 0              | 0              | 0              | 四台冠軍歌總數：0 |

（*）上榜中
（×）沒有派到該台

## 外部連結
- 邱芷微的Facebook專頁
- 邱芷微的Instagram帳戶
- 邱芷微的新浪微博
- 邱芷微在香港影庫上的簡介